# ماترا رانشو
ماترا رانشو (Matra Rancho) خودرویی است که در سال‌های ۱۹۷۷ تا ۱۹۸۴تولید شده‌است. طراحی آن خودروهای موتور جلو-محور جلو بوده طول آن در حالت طبیعی ۴٬۳۱۵ میلیمتر (۱۶۹٫۹ اینچ)، عرض آن در حالت طبیعی ۱٬۶۶۵ میلیمتر (۶۵٫۶ اینچ) و ارتفاع آن در حالت طبیعی ۱٬۷۳۵ میلیمتر (۶۸٫۳ اینچ) و وزن آن در حالت طبیعی ۱٬۱۳۰ کیلوگرم (۲٬۴۹۰ پوند) است. سیستم جعبه‌دندهٔ آن ۴ دنده به صورت دستی است.